# Arthur Hill (4e marquis de Downshire)
Arthur Wills Blundell Sandys Trumbull Windsor Hill, 4e marquis de Downshire (6 août 1812 - 6 août 1868) est un pair irlandais, titré comte de Hillsborough jusqu'en 1845.

## Biographie
Il est le fils aîné d'Arthur Hill (3e marquis de Downshire) et fait ses études au Collège d'Eton et à Christ Church, Oxford. Il est nommé enseigne dans la Royal South Down Militia, dont son père est colonel, le 4 juin, puis lieutenant-colonel le 10 septembre.
Il est nommé shérif du comté de Down pour 1834. De 1836 à 1845, il représente Down au Parlement et est également juge de paix du comté.
Le 23 août 1837, il épouse Caroline Frances Stapleton Cotton, fille aînée de Stapleton Cotton, 1er vicomte Combermere. Ils ont quatre enfants:
- Arthur Hill, vicomte Kilwarlin (10 juin 1841 - 28 juin 1841)
- Alice Maria Hill (7 novembre 1842 - 25 février 1928), épouse Thomas Taylour, comte de Bective
- Arthur Hill (5e marquis de Downshire) (1844-1874)
- Arthur Hill (1846-1931)

Il devient marquis de Downshire le 12 avril 1845 à la mort de son père et est nommé colonel de la milice de son père le 30 juillet. Sa résidence anglaise est Easthampstead Park dans le Berkshire. Il est nommé lieutenant-adjoint de ce comté en 1852 et chevalier de l'Ordre de Saint-Patrick le 24 mai 1859. Il fait reconstruire l'église d'Easthampstead en 1867.